# Песковка (приток Кобры)
Песковка — река в России, протекает в Нагорском районе Кировской области. Устье реки находится в 26 км по левому берегу реки Кобра. Длина реки составляет 26 км, площадь водосборного бассейна 138 км².
Исток реки на холмах Северных Увалов у деревни Павлушонки в 27 км к северо-востоку от посёлка Нагорск. Река течёт на юго-запад, русло сильно извилистое. В среднем течении на реке плотина и запруда. Населённых пунктов на берегах нет. Притоки — Северная, Воронцовка (левые); Полуденка (правый). В нижнем течении преодолевает болото Песковское.

## Данные водного реестра
По данным государственного водного реестра России относится к Камскому бассейновому округу, водохозяйственный участок реки — Вятка от истока до города Киров, без реки Чепца, речной подбассейн реки — Вятка. Речной бассейн реки — Кама.
По данным геоинформационной системы водохозяйственного районирования территории РФ, подготовленной Федеральным агентством водных ресурсов:
- Код водного объекта в государственном водном реестре — 10010300212111100031358
- Код по гидрологической изученности (ГИ) — 111103135
- Код бассейна — 10.01.03.002
- Номер тома по ГИ — 11
- Выпуск по ГИ — 1